# سیارک ۳۲۹۱
سیارک ۳۲۹۱ (به انگلیسی: 3291 Dunlap، نامگذاری:1982VX3) سه هزار و دویست و نود و یکمین سیارک کشف شده‌است که در ۱۴ نوامبر ۱۹۸۲ کشف شد.
قدر مطلق سیارک برابر ۱۲٫۹۰ است.